# Superharps
Superharps ist ein Studioalbum, das die vier Mundharmonikavirtuosen James Cotton, Charlie Musselwhite, Billy Branch und Sugar Ray Norcia für Telarc aufnahmen und 1999 veröffentlichten.

## Allgemeines
Zwei der Musiker, James Cotton und Charlie Musselwhite, gehören der alten Garde des Chicago Blues an, während Branch und Norcia zur jüngeren Generation gezählt werden. Sugar Ray Norcia spielte und sang bei Roomful of Blues, bevor er sich seiner Solokarriere widmete, Kid Bangham bei The Fabulous Thunderbirds.
Die vier Musiker spielen auf diesem Album in verschiedenen Kombinationen zusammen. James Cotton und Sugar Ray Norcia spielen Solostücke, sieben Stücke werden von zwei Harmonikas getragen und das letzte und längste Stück des Albums, Harp to Harp, spielen alle vier Musiker gemeinsam. Viele der Nummern auf dem Album sind jazzorientiert (The Hucklebuck, TD's Boogie Woogie, ein Hit der Tommy Dorsey Big Band oder Route 66) und die Mehrheit der Stücke sind Instrumentalstücke. Die Linernotes stammen von Cub Koda.
Das Album erhielt eine Grammy-Nominierung 2001 als bestes traditionelles Blues-Album.

## Tracklist
- 1 	 	I Put My Baby Out Norcia 	4:34
- 2 	 	The Hucklebuck 	Alfred, Gibson 	5:30
- 3 	 	Blues, Why Do You Worry Me? 	Musselwhite 	8:29
- 4 	 	Life Will Be Better 	Norcia 	5:03
- 5 	 	Mean Little Mama Branch 	3:18
- 6 	 	T.D.'s Boogie Woogie Dorsey, Kincaid 	4:35
- 7 	 	If I Should Have Bad Luck 	Musselwhite 	5:26
- 8 		I'm Gonna Steal Your Baby 	Norcia 	4:23
- 9 	 	Route 66 	Troup 	5:14
- 10 	 	You're So Fine Little Walter 	5:08
- 11 	 	Harp to Harp 	Bangham, Geraci, Gerci, Hanson, Ward 	11:37[1]

## Kritikerstimmen
- AMG Scott Yanow: Each of the harmonica players sounds inspired and the results are consistently exciting and swinging. (Jeder der Harmonikaspieler klingt inspiriert und die Ergebnisse sind konstant aufregend und swingend.)[1]
- Living Blues (1–2/00, S. 71/72) - "...there's enough professionalism on hand to keep things interesting....Harp enthusiasts won´t want to miss this one; others will find it savory, if not an essential purchase." ("...es herrscht genug professionalismus um die Dinge interessant zu gestalten...Mundharmonikaenthusiasten werden auf dieses Album nicht verzichten wollen;andere werden es herzhaft, wenn nicht gar für einen grundlegenden Kauf halten.")[2]
- Michael Point Amazon: It's harmonica heaven ... the disc offers a rare and well-rounded overview of the harmonica heroes(Es ist der Harmonikahimmel...die Scheibe bietet einen seltenen und gut abgerundeten Überblick über die Harmonikahelden.)[3]
- Bill Fountain Southwest Blues: If you are fond of the harp, this is the CD for you.(Wenn du auf Mundharmonika stehst ist das die CD für dich.)[4]